# Zvezna funkcija
Zvézna fúnkcija je v matematiki funkcija, pri kateri majhna sprememba podatka povzroči majhno spremembo funkcijske vrednosti. Graf zvezne funkcije je nepretrgan.

## Matematična definicija
Zveznost nas po navadi zanima pri realnih funkcijah realne spremenljivke. Zveznost funkcije v okolici točke {\displaystyle a} definiramo z definicijo epsilon-delta, ki jo je vpeljal Augustin Louis Cauchy:
Funkcija {\displaystyle f} je v točki {\displaystyle a} zvezna, če za poljubno majhno pozitivno število {\displaystyle \epsilon } obstaja pozitivno število {\displaystyle \delta }, tako da velja:
{\displaystyle |a-x|<\delta \Rightarrow |f(a)-f(x)|<\varepsilon \!\,.}
Če se {\displaystyle x} za manj kot {\displaystyle \delta } razlikuje od {\displaystyle a}, potem se {\displaystyle f(x)} za manj kot {\displaystyle \epsilon } razlikuje od {\displaystyle f(a)}.
Zveznost lahko definiramo tudi z limito funkcije. Funkcija {\displaystyle f} je v točki {\displaystyle a} zvezna, če in samo če je limita v tej točki enaka funkcijski vrednosti, tj.:
{\displaystyle \lim _{x\to a}f(x)=f(a)\!\,.}

## Zgledi
Zgledi zveznih funkcij:
- Vsak polinom je povsod zvezna funkcija (vključno z linearno in kvadratno funkcijo). To pomeni, da se graf polinoma nikjer ne pretrga.
- Racionalna funkcija je zvezna povsod, kjer je definirana. Opomba: Tu velja poseben poudarek na besedah »kjer je definirana«. Racionalna funkcija ni definirana v polih, zato se graf v polih pretrga.
- Potenčna in korenska funkcija sta zvezni povsod, kjer sta definirani.
- Eksponentna in logaritemska funkcija sta zvezni povsod, kjer sta definirani.
- Trigonometrične funkcije so zvezne povsod, kjer so definirane.

Za zgled nezveznosti si oglejmo funkcijo signum (funkcijo predznaka), ki je definirana kot:
{\displaystyle \operatorname {sgn} x=\left\{{\begin{matrix}-1;&{\text{za}}&x<0\\0;&{\text{za}}&x=0\\1;&{\text{za}}&x>0\end{matrix}}\right.}
Ta funkcija je sicer povsod definirana, vendar pa v točki 0 ni zvezna - graf se tam pretrga.

## Zgodovina
Obliko definicije (ε, δ) zveznosti je prvi podal Bernard Bolzano leta 1817. Cauchy je pri definiciji zveznosti funkcije {\displaystyle y=f(x)\,} upošteval, da neskončno majhni prirastek {\displaystyle \alpha \,} neodvisne spremenljivke zmeraj povzroči neskončno majhno spremembo {\displaystyle f(x+\alpha )-f(x)\,} odvisne spremenljivke y. (glej npr. Cours d'Analyse, str. 34). Neskončno majhne količine je definiral s pomočjo spremenljivih količin, njegova definicija zveznosti ustreza sodobni definiciji infinitezimal (glej mikrozveznost). Formalno definicijo in razliko med zveznostjo po točkah in enakomerno zveznostjo je prvi podal Bolzano v 1830-ih, vendar njegovo delo ni bilo objavljeno do 1930-ih. Eduard Heine je pripravil prvo objavljeno definicijo enakomerne zveznosti leta 1872, ki je temeljila na zamislih iz predavanj o določenih integralih Johanna Petra Gustava Lejeunea Dirichleta leta 1854.